# Софала (провінція)
Софала (порт. Sofala) — провінція Мозамбіку. Площа — 68 018 км². Чисельність населення — 1 671 864  осіб (2007). Адміністративний центр провінції Софала — місто Бейра, друге за величиною в країні. В 30 кілометрах південніше Бейри розташоване старовинне місто-порт Софала.

## Географія
Провінція Софала розташована на сході центральної частині Мозамбіку. На північ від неї розташована провінція Тете, на північний схід — провінція Замбезія, на захід — провінція Маніка, на південь — провінція Іньямбане. Східна частина провінції омивається водами Індійського океану.
На території провінції Софала розташований Національний парк Горонгоза.

## Адміністративний поділ

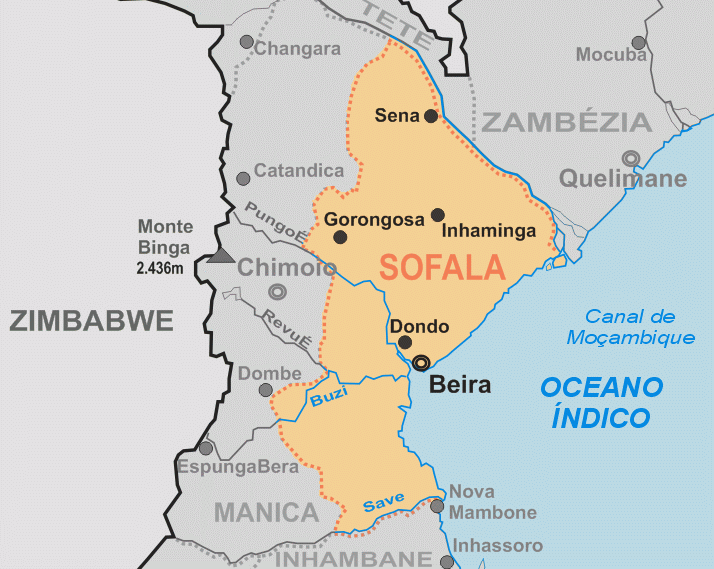
Адміністративна мапа провінції Софала

В адміністративному відношенні Софала підрозділяється на 12 дистриктів і 4 муніципалітети.

### Дистрикт
- Búzi
- Caia
- Chemba
- Cheringoma
- Chibabava
- Dondo
- Gorongosa
- Machanga
- Maringué
- Marromeu
- Muanza
- Nhamatanda

### Муніципалітети
- Beira (cidade)
- Dondo (cidade)
- Gorongosa (vila)
- Marromeu (vila)

| Мозамбік | Це незавершена стаття з географії Мозамбіку. Ви можете допомогти проєкту, виправивши або дописавши її. |